# سیارک ۲۱۵۶۴
سیارک ۲۱۵۶۴ (به انگلیسی: 21564 Widmanstatten، نامگذاری:1998QQ101) بیست و یک هزار و پانصد و شصت و چهارمین سیارک کشف شده‌است که در ۲۶ اوت ۱۹۹۸ کشف شد.
قدر مطلق سیارک برابر ۳۸.۹ است.